# Vòng loại Cúp bóng đá trong nhà châu Á 2024
Vòng loại Cúp bóng đá trong nhà châu Á 2024 là quá trình vòng loại được tổ chức bởi Liên đoàn bóng đá châu Á (AFC) để xác định các đội tuyển tham gia cho Cúp bóng đá trong nhà châu Á 2024, lần thứ 17 của giải Cúp bóng đá trong nhà châu Á nam quốc tế châu Á.
Tổng cộng 16 đội tuyển giành quyền tham dự vòng chung kết, bao gồm cả Thái Lan giành quyền tham dự với tư cách chủ nhà.

## Thay đổi định dạng
Ủy ban điều hành AFC đã thông qua một số khuyến nghị chiến lược do Ủy ban thi đấu AFC đưa ra. Một trong số đó là việc loại bỏ nguyên tắc phân vùng trong các giải đấu bóng đá trong nhà và và bóng đá bãi biển của AFC, theo đó vòng loại của Cúp bóng đá trong nhà châu Á và Cúp bóng đá bãi biển châu Á sẽ không còn chia theo khu vực Đông Nam Á, Đông Á, Tây Á, Nam Á và Trung Á.

## Bốc thăm
31 đội tuyển sẽ tham dự vòng loại. Các đội được xếp theo nhóm hạt giống dựa vào thành tích tại Cúp bóng đá trong nhà châu Á 2022 và các đội không tham dự giải đấu trước sẽ được xếp loại hạt giống thấp nhất. Lễ bốc thăm diễn ra vào ngày 22 tháng 6 tại trụ sở của AFC ở Kuala Lumpur, Malaysia.
|                   | Nhóm 1                                                                  | Nhóm 2                                                                          | Nhóm 3                                                                            | Nhóm 4                                                                             |
| ----------------- | ----------------------------------------------------------------------- | ------------------------------------------------------------------------------- | --------------------------------------------------------------------------------- | ---------------------------------------------------------------------------------- |
| Hạt giống chủ nhà | 1. Uzbekistan (H) 2. Thái Lan (H, Q) 3. Indonesia (H) 4. Tajikistan (H) | 1. Bahrain (H) 2. Đài Bắc Trung Hoa (H)                                         | 1. Kyrgyzstan (H)                                                                 | 1. Mông Cổ (H)                                                                     |
| Các đội còn lại   | 1. Nhật Bản 2. Iran 3. Kuwait 4. Việt Nam                               | 1. Ả Rập Xê Út (H)* 2. Iraq 3. Turkmenistan (W) 4. Liban 5. Hàn Quốc 6. Myanmar | 1. Afghanistan 2. Malaysia 3. Úc 4. Palestine 5. Hồng Kông 6. Đông Timor 7. Nepal | 1. Campuchia 2. Maldives 3. Brunei 4. Trung Quốc (NR) 5. Ma Cao (NR) 6. Ấn Độ (NR) |

| - Bangladesh - Bhutan - Guam - Jordan - Lào - Quần đảo Bắc Mariana - Oman - Pakistan - CHDCND Triều Tiên - Philippines - Qatar - Singapore - Sri Lanka (X) - Syria - UAE - Yemen |

Ghi chú
- Các đội được in đậm đủ điều kiện tham dự giải đấu.
- (H): Chủ nhà bảng đấu vòng loại được xác định trước lễ bốc thăm.
- (H)*: Chủ nhà bảng đấu vòng loại được xác định sau lễ bốc thăm.
- (Q): Chủ nhà của giải đấu, tự động vượt qua vòng loại bất kể kết quả.
- (W): Rút lui sau khi bốc thăm.
- (X): Bị cấm tham dự.

## Các bảng đấu
Tất cả các trận đấu sẽ diễn ra từ ngày 7 tháng 10 đến 13 tháng 10 năm 2023.

### Bảng A
- Tất cả các trận đấu được tổ chức tại Thái Lan.
- Thời gian được liệt kê là UTC+7.
- Thái Lan chắc chắn vượt qua vòng loại với tư cách chủ nhà, nên các trận đấu của họ sẽ chỉ tính là các trận giao hữu và không được tính vào bảng xếp hạng.

| VT | Đội          | ST | T | H | B | BT | BB | HS | Đ | Giành quyền tham dự |
| -- | ------------ | -- | - | - | - | -- | -- | -- | - | ------------------- |
| 1  | Trung Quốc   | 2  | 2 | 0 | 0 | 11 | 2  | +9 | 6 | Vòng chung kết      |
| 2  | Hồng Kông    | 2  | 0 | 0 | 2 | 2  | 11 | −9 | 0 |                     |
| 3  | Turkmenistan | 0  | 0 | 0 | 0 | 0  | 0  | 0  | 0 | Rút lui             |

| Trung Quốc | 1–5 | Thái Lan |
| ---------- | --- | -------- |
|            |     |          |

| Hồng Kông | 0–6 | Trung Quốc |
| --------- | --- | ---------- |
|           |     |            |

| Thái Lan | 6–0 | Hồng Kông |
| -------- | --- | --------- |
|          |     |           |

| Trung Quốc | 5–2 | Hồng Kông |
| ---------- | --- | --------- |
|            |     |           |

### Bảng B
- Tất cả các trận đấu được tổ chức tại Ả Rập Xê Út.
- Thời gian được liệt kê là UTC+3.

| VT | Đội             | ST | T | H | B | BT | BB | HS  | Đ | Giành quyền tham dự |
| -- | --------------- | -- | - | - | - | -- | -- | --- | - | ------------------- |
| 1  | Afghanistan     | 3  | 2 | 1 | 0 | 28 | 11 | +17 | 7 | Vòng chung kết      |
| 2  | Ả Rập Xê Út (H) | 3  | 2 | 0 | 1 | 14 | 5  | +9  | 6 | Vòng chung kết      |
| 3  | Indonesia       | 3  | 1 | 1 | 1 | 21 | 10 | +11 | 4 |                     |
| 4  | Ma Cao          | 3  | 0 | 0 | 3 | 2  | 39 | −37 | 0 |                     |

| Indonesia | 12–0 | Ma Cao |
| --------- | ---- | ------ |
|           |      |        |

| Ả Rập Xê Út | 2–3 | Afghanistan |
| ----------- | --- | ----------- |
|             |     |             |

| Ma Cao | 0–9 | Ả Rập Xê Út |
| ------ | --- | ----------- |
|        |     |             |

| Afghanistan | 7–7 | Indonesia |
| ----------- | --- | --------- |
|             |     |           |

| Afghanistan | 18–2 | Ma Cao |
| ----------- | ---- | ------ |
|             |      |        |

| Indonesia | 2–3 | Ả Rập Xê Út |
| --------- | --- | ----------- |
|           |     |             |

### Bảng C
- Tất cả các trận đấu được tổ chức tại Kyrgyzstan.
- Thời gian được liệt kê là UTC+6.

| VT | Đội            | ST | T | H | B | BT | BB | HS  | Đ | Giành quyền tham dự |
| -- | -------------- | -- | - | - | - | -- | -- | --- | - | ------------------- |
| 1  | Iran           | 3  | 3 | 0 | 0 | 34 | 4  | +30 | 9 | Vòng chung kết      |
| 2  | Kyrgyzstan (H) | 3  | 2 | 0 | 1 | 15 | 17 | −2  | 6 | Vòng chung kết      |
| 3  | Liban          | 3  | 1 | 0 | 2 | 10 | 12 | −2  | 3 |                     |
| 4  | Maldives       | 3  | 0 | 0 | 3 | 6  | 32 | −26 | 0 |                     |

| Iran | 18–2 | Maldives |
| ---- | ---- | -------- |
|      |      |          |

| Liban | 4–5 | Kyrgyzstan |
| ----- | --- | ---------- |
|       |     |            |

| Maldives | 1–6 | Liban |
| -------- | --- | ----- |
|          |     |       |

| Kyrgyzstan | 2–10 | Iran |
| ---------- | ---- | ---- |
|            |      |      |

| Iran | 6–0 | Liban |
| ---- | --- | ----- |
|      |     |       |

| Kyrgyzstan | 8–3 | Maldives |
| ---------- | --- | -------- |
|            |     |          |

### Bảng D
- Tất cả các trận đấu được tổ chức tại Mông Cổ.
- Thời gian được liệt kê là UTC+8.

| VT | Đội         | ST | T | H | B | BT | BB | HS  | Đ | Giành quyền tham dự |
| -- | ----------- | -- | - | - | - | -- | -- | --- | - | ------------------- |
| 1  | Việt Nam    | 3  | 3 | 0 | 0 | 16 | 3  | +13 | 9 | Vòng chung kết      |
| 2  | Hàn Quốc    | 3  | 2 | 0 | 1 | 13 | 7  | +6  | 6 | Vòng chung kết      |
| 3  | Nepal       | 3  | 0 | 1 | 2 | 2  | 11 | −9  | 1 |                     |
| 4  | Mông Cổ (H) | 3  | 0 | 1 | 2 | 3  | 13 | −10 | 1 |                     |

| Việt Nam | 6–1 | Mông Cổ |
| -------- | --- | ------- |
|          |     |         |

| Hàn Quốc | 5–1 | Nepal |
| -------- | --- | ----- |
|          |     |       |

| Mông Cổ | 1–6 | Hàn Quốc |
| ------- | --- | -------- |
|         |     |          |

| Nepal | 0–5 | Việt Nam |
| ----- | --- | -------- |
|       |     |          |

| Việt Nam | 5-2 | Hàn Quốc |
| -------- | --- | -------- |
|          |     |          |

| Nepal | 1–1 | Mông Cổ |
| ----- | --- | ------- |
|       |     |         |

### Bảng E
- Tất cả các trận đấu được tổ chức tại Tajikistan.
- Thời gian được liệt kê là UTC+5.

| VT | Đội            | ST | T | H | B | BT | BB | HS  | Đ | Giành quyền tham dự |
| -- | -------------- | -- | - | - | - | -- | -- | --- | - | ------------------- |
| 1  | Tajikistan (H) | 3  | 3 | 0 | 0 | 15 | 4  | +11 | 9 | Vòng chung kết      |
| 2  | Myanmar        | 3  | 2 | 0 | 1 | 7  | 6  | +1  | 6 | Vòng chung kết      |
| 3  | Palestine      | 3  | 1 | 0 | 2 | 8  | 13 | −5  | 3 |                     |
| 4  | Ấn Độ          | 3  | 0 | 0 | 3 | 10 | 17 | −7  | 0 |                     |

| Myanmar | 2–1 | Palestine |
| ------- | --- | --------- |
|         |     |           |

| Tajikistan | 6–3 | Ấn Độ |
| ---------- | --- | ----- |
|            |     |       |

| Ấn Độ | 2–5 | Myanmar |
| ----- | --- | ------- |
|       |     |         |

| Palestine | 1–6 | Tajikistan |
| --------- | --- | ---------- |
|           |     |            |

| Palestine | 6–5 | Ấn Độ |
| --------- | --- | ----- |
|           |     |       |

| Tajikistan | 3–0 | Myanmar |
| ---------- | --- | ------- |
|            |     |         |

### Bảng F
- Tất cả các trận đấu được tổ chức tại Bahrain.
- Thời gian được liệt kê là UTC+3.

| VT | Đội         | ST | T | H | B | BT | BB | HS  | Đ | Giành quyền tham dự |
| -- | ----------- | -- | - | - | - | -- | -- | --- | - | ------------------- |
| 1  | Kuwait      | 3  | 3 | 0 | 0 | 17 | 6  | +11 | 9 | Vòng chung kết      |
| 2  | Bahrain (H) | 3  | 2 | 0 | 1 | 10 | 6  | +4  | 6 | Vòng chung kết      |
| 3  | Đông Timor  | 3  | 1 | 0 | 2 | 9  | 9  | 0   | 3 |                     |
| 4  | Brunei      | 3  | 0 | 0 | 3 | 3  | 18 | −15 | 0 |                     |

| Kuwait | 4–2 | Brunei |
| ------ | --- | ------ |
|        |     |        |

| Bahrain | 1–0 | Đông Timor |
| ------- | --- | ---------- |
|         |     |            |

| Đông Timor | 1–8 | Kuwait |
| ---------- | --- | ------ |
|            |     |        |

| Brunei | 1–6 | Bahrain |
| ------ | --- | ------- |
|        |     |         |

| Đông Timor | 8–0 | Brunei |
| ---------- | --- | ------ |
|            |     |        |

| Kuwait | 5–3 | Bahrain |
| ------ | --- | ------- |
|        |     |         |

### Bảng G
- Tất cả các trận đấu được tổ chức tại Uzbekistan.
- Thời gian được liệt kê là UTC+5.

| VT | Đội            | ST | T | H | B | BT | BB | HS  | Đ | Giành quyền tham dự |
| -- | -------------- | -- | - | - | - | -- | -- | --- | - | ------------------- |
| 1  | Uzbekistan (H) | 3  | 3 | 0 | 0 | 13 | 5  | +8  | 9 | Vòng chung kết      |
| 2  | Iraq           | 3  | 2 | 0 | 1 | 10 | 4  | +6  | 6 | Vòng chung kết      |
| 3  | Malaysia       | 3  | 1 | 0 | 2 | 9  | 8  | +1  | 3 |                     |
| 4  | Campuchia      | 3  | 0 | 0 | 3 | 3  | 18 | −15 | 0 |                     |

| Iraq | 2–1 | Malaysia |
| ---- | --- | -------- |
|      |     |          |

| Uzbekistan | 6–1 | Campuchia |
| ---------- | --- | --------- |
|            |     |           |

| Campuchia | 0–7 | Iraq |
| --------- | --- | ---- |
|           |     |      |

| Malaysia | 3–4 | Uzbekistan |
| -------- | --- | ---------- |
|          |     |            |

| Malaysia | 5–2 | Campuchia |
| -------- | --- | --------- |
|          |     |           |

| Uzbekistan | 3–1 | Iraq |
| ---------- | --- | ---- |
|            |     |      |

### Bảng H
- Tất cả các trận đấu được tổ chức tại Đài Loan.
- Thời gian được liệt kê là UTC+8.

| VT | Đội                   | ST | T | H | B | BT | BB | HS | Đ | Giành quyền tham dự |
| -- | --------------------- | -- | - | - | - | -- | -- | -- | - | ------------------- |
| 1  | Nhật Bản              | 2  | 2 | 0 | 0 | 7  | 0  | +7 | 6 | Vòng chung kết      |
| 2  | Úc                    | 2  | 1 | 0 | 1 | 3  | 6  | −3 | 3 | Vòng chung kết      |
| 3  | Đài Bắc Trung Hoa (H) | 2  | 0 | 0 | 2 | 2  | 6  | −4 | 0 |                     |

| Úc | 0–4 | Nhật Bản |
| -- | --- | -------- |
|    |     |          |

| Đài Bắc Trung Hoa | 2–3 | Úc |
| ----------------- | --- | -- |
|                   |     |    |

| Nhật Bản | 3–0 | Đài Bắc Trung Hoa |
| -------- | --- | ----------------- |
|          |     |                   |

## Các đội vượt qua vòng loại
Các đội sau đủ điều kiện tham dự Cúp bóng đá trong nhà châu Á 2024.

| Đội tuyển   | Ngày vượt qua vòng loại | Điều kiện vượt qua vòng loại | Số lần tham dự trước đây | Thành tích tốt nhất giải đấu                                                     |
| ----------- | ----------------------- | ---------------------------- | ------------------------ | -------------------------------------------------------------------------------- |
| Thái Lan    | 5 tháng 9 năm 2023      | Chủ nhà                      | 16 lần                   | Á quân (2008, 2012)                                                              |
| Trung Quốc  | 13 tháng 10 năm 2023    | Nhất bảng A                  |                          |                                                                                  |
| Afghanistan | 11 tháng 10 năm 2023    | Nhất bảng B                  |                          |                                                                                  |
| Ả Rập Xê Út | 11 tháng 10 năm 2023    | Nhì bảng B                   |                          |                                                                                  |
| Iran        | 9 tháng 10 năm 2023     | Nhất bảng C                  | 16 lần                   | Vô Địch (1999, 2000, 2001, 2002, 2003, 2004, 2006, 2007, 2008, 2010, 2016, 2018) |
| Kyrgyzstan  | 11 tháng 10 năm 2023    | Nhì bảng C                   |                          |                                                                                  |
| Việt Nam    | 9 tháng 10 năm 2023     | Nhất bảng D                  | 6 lần                    | Hạng tư (2016)                                                                   |
| Hàn Quốc    | 9 tháng 10 năm 2023     | Nhì bảng D                   | 14 lần                   | Á quân (1999)                                                                    |
| Tajikistan  | 9 tháng 10 năm 2023     | Nhất bảng E                  | 11 lần                   | Tứ kết (2007, 2022)                                                              |
| Myanmar     | 9 tháng 10 năm 2023     | Nhì bảng E                   | 1 lần                    | Vòng bảng (2018)                                                                 |
| Kuwait      | 9 tháng 10 năm 2023     | Nhất bảng F                  | 12 lần                   | Hạng tư (2003, 2014)                                                             |
| Bahrain     | 9 tháng 10 năm 2023     | Nhì bảng F                   | 3 lần                    | Tứ kết (2018)                                                                    |
| Uzbekistan  | 9 tháng 10 năm 2023     | Nhất bảng G                  | 16 lần                   | Á quân (2001, 2006, 2010, 2016)                                                  |
| Iraq        | 9 tháng 10 năm 2023     | Nhì bảng G                   | 12 lần                   | Hạng tư (2018)                                                                   |
| Nhật Bản    | 11 tháng 10 năm 2023    | Nhất bảng H                  |                          |                                                                                  |
| Úc          | 11 tháng 10 năm 2023    | Nhì bảng H                   |                          |                                                                                  |